# Lékař-nezištník

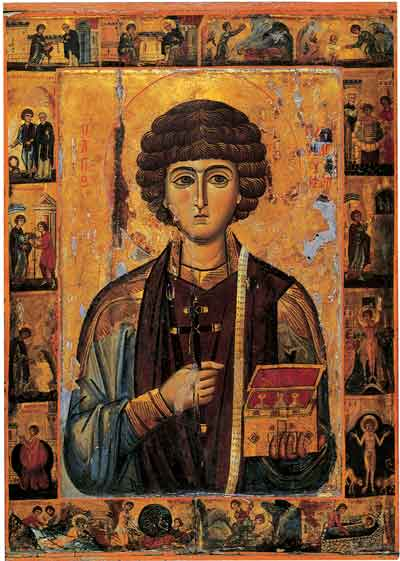
Svatý Pantaleon, byzantská ikona z kláštera sv. Kateřiny na Sinaji

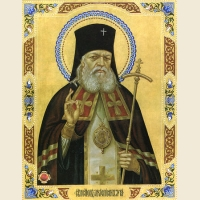
Světitel Lukáš (Vojno-Jaseněckij)

Svatí lékaři-nezištníci (či jen nezištníci) je čestný epitet užívaný v případě křesťanských světců, kteří nepřijímali platby za dobré skutky. Patří mezi ně lékaři nebo křesťanští lékaři-hierarchové, kteří v nápadném odporu k placené lékařské praxi v křesťanském duchu bezplatně ošetřovali nemocné. Světci nezištníci jsou známi od prvních staletí až po 21. století.

## Někteří nezištníci
- Zenaida a Philonella (c. 100 )
- Svatý Tryphon (c. 250 )
- Mučedník Thalelaeus nezištník v Anazarbusu v Kilikii (284)
- Svatí Kosma a Damián (c. 303 )
- Svatý Pantaleon (c. 305 ), nazývaný také svatý Panteleimon
- Svatí Cyrus a Jan (c. 304 )
- Svatý Diomedes z Tarsu (c. 311 )
- Saint Sampson Pohostinný (c. 530 )
- Svatý Agapet z Kyjevských jeskyní (1095)
- Svatý Blažej
- Matrona Nikonova
- Svatý biskup a chirurg Lukáš Simferopolský (1961)[1]